# Castelo de Hartheim
O Castelo de Hartheim era um dos locais mais usados pelos nazistas durante a Segunda Guerra Mundial para matar deficientes físicos e mentais, negros e pessoas com idade avançada. Este complexo funcionou entre os anos de 1940 e 1941, e neste período foram mortas aproximadamente 18.200 pessoas. Os nazistas diziam o castelo que era um local para esterilização da população, ou seja matar os fracos e fazer com que o mundo tivesse apenas uma nação de puros sangue.